# Тарашкевич Броніслав Адамович
Бронісла́в Ада́мович Тарашке́вич (біл. Бранісла́ў Тарашке́віч; 20 січня 1892 — 29 грудня 1938) — білоруський політичний діяч, керманич Білоруської Селянсько-Робітничої Громади. Директор Віленської білоруській гімназії. Мовознавець, автор модерної орфографії білоруської мови (тарашкевиці). Депутат Сейму ІІ Речі Посполитої. Жертва сталінського терору.

## Життєпис

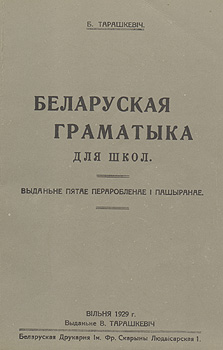
Обкладинка 5-го видання книги «Беларуская граматыка для школ», Браніслава Тарашкевича. Вільня, 1929

Народився в Мацюлішках Віленського повіту Російської імперії (сьогодні територія Литви) у селянській родині. Під час навчання у гімназії Вільна входив до польських патріотичних організацій. Закінчив 1916 історико-філологічний факультет Петроградського університету, залишився при кафедрі на посаді викладача російської мови і літератури.
1917 — один з лідерів Білоруської соціалістичної громади.
1918 керував культурно-просвітницьким відділом відділення Петрограду Білнацкома.
1919 — викладач білоруської і старогрецької мови у Мінському педагогічному інституті.
1920 — завідувач білоруського сектора департаменту освіти Серединної Литви.
1921 — директор Віленської білоруській гімназії. У 1920-х роках Тарашкевич був також членом масонських лож «Томаш Зан» у Вільно і «Правда» у Варшаві.
1933 емігрує до СРСР.
1938 за сфабрикованою справою вбитий працівниками НКВД СРСР.
Орфографічний стандарт білоруської мови, укладений Тарашкевичем, широко впроваджувався на території російської зони окупації «БРСР» під час так званої «білорусизації» 1920-х. Але згодом московська влада вирішила знищити орфографічні принципи білоруської мови, впроваджуючи російські, заборонивши так звану «тарашкевичку». Конфлікт мовних стандартів перекинувся у XXI століття, так що білоруськомовна редакція Вікіпедії розділена на дві групи, що конкурують між собою: одна пише статті «тарашкевичкою», друга — за офіційним правописом, який ще називають «наркомівкою».

## Наукова та літературна діяльність
1918 року, працюючи завідувачем культурно-просвітницького відділу Білоруського національного комісаріату, підготував і видав у Вільнюсі першу «Беларускую граматыку для школаў». У ній автор узагальнив і закріпив письмові традиції, що складалися в той час у виданні художньої, науково-популярної та публіцистичної літератури; врахував надбання тодішньої лінгвістичної науки (дослідження О. О. Шахматова, Ю. Ф. Карського) і досвід попередників. Граматика перевидавалася шість разів; довгий час була головним підручником з білоруської мови, особливо за часів так званої білорусизації 1920-х (де-факто демосковізації).

## Перекладацтво
Переклав білоруською мовою «Іліаду» Гомера і «Пана Тадеуша» Адама Міцкевича.